# KDE Education Project
KDE Education Projectは、Linuxデスクトップ環境の1つであるKDE用に開発されている教育ソフトウェアである。kdeeduパッケージに含まれている。

## ソフトウェアの一覧

### 言語
- Kanagram - アナグラムのゲーム
- KHangMan - ハングマンゲーム
- Kiten - 日本語学習ツール
- KLettres - アルファベットの学習と、異なる言語の音節を読むための補助ツール
- KVerbos - スペイン語の動詞活用学習アプリケーション

### 数学
- KBruch - 分数生成プログラム
- Kig - 地理的構造の探索プログラム
- KmPlot - 関数プロッター
- KPercentage - 小学生向けの割合の計算練習ソフトウェア
- KAlgebra - MathMLの内容をベースとした計算機

### その他
- blinKen - Simon Saysゲームのコンピュータ版
- KGeography - 地理学習プログラム
- KTouch - タッチタイピング練習プログラム
- KTurtle - タートルグラフィックスを用いたプログラミング教育環境

### 科学
- Kalzium - 周期表に関する情報を表示するプログラム
- KStars - プラネタリウムプログラム
- Step - インタラクティブな物理シミュレータ

### 教育ツール
- KEduca - 記述式テストの作成・修正ツール

## 開発中のソフトウェア
- eqchem - 化学反応式のバランスをとる
- Kard - 子供の記憶ゲーム
- KMathTool - 因数発見器などの計算機のセット。
- Kalcul - 数学のテストプログラム
- Parley - “フラッシュカード”を用いた語彙トレーニングソフト（公式にはKVocTrainとして知られる）